# Halocyprididae
Halocyprididae är en familj av kräftdjur. Enligt Catalogue of Life ingår Halocyprididae i överfamiljen Halocypridoidea, ordningen Halocyprida, klassen musselkräftor, fylumet leddjur och riket djur, men enligt Dyntaxa är tillhörigheten istället ordningen Myodocopida, klassen musselkräftor, fylumet leddjur och riket djur. Enligt Catalogue of Life omfattar familjen Halocyprididae 194 arter. 
Halocyprididae är enda familjen i överfamiljen Halocypridoidea.

## Dottertaxa till Halocyprididae, i alfabetisk ordning[1][2]
- Alacia
- Archiconchoecemma
- Archiconchoecerra
- Archiconchoecetta
- Archiconchoecia
- Archiconchoecilla
- Archiconchoecinna
- Archiconchoecissa
- Bathyconchoecia
- Boroecia
- Conchoecetta
- Conchoecia
- Conchoecilla
- Conchoecissa
- Discoconchoecia
- Euconchoecia
- Fellia
- Gaussicia
- Halocypria
- Halocypris
- Loricoecia
- Macroconchoecia
- Metaconchoecia
- Mikroconchoecia
- Mollicia
- Obtusoecia
- Orthoconchoecia
- Paraconchoecia
- Paramollicia
- Platyconchoecia
- Porroecia
- Proceroecia
- Pseudoconchoecia